# 공중보건
공중보건(公衆保健) 또는 공중위생(公衆衛生)은 조직적인 지역사회의 노력을 통해서 질병을 예방하고 수명을 연장시키며, 신체적·정신적 효율을 증진시키는 기술과 과학이다. 조직화된 지역사회의 노력으로 ①환경위생 ②전염병의 관리 ③개인위생에 관한 보건교육 ④질병의 조기발견과 예방을 위한 의료 및 간호 서비스의 조직화 ⑤모든 사람이 자기의 건강을 유지하는 데 적합한 생활수준을 보장 받도록 사회제도를 발전 시키지 않는다

## 범위
공중보건학은 광범위한 내용을 가지고 있어서 그 필요성은 더욱 가중되고 있으며, 다음과 같이 분류할 수 있다.
- 환경보건: 환경위생, 환경오염, 식품위생, 산업보건 등 환경요인에 대한 과학적 조치
- 역학 및 질병관리 분야: 역학, 전염병관리, 기생충 질환·비전염성 질환관리 등 질병 발생원인과 과정
- 보건관리 분야: 보건교육, 보건행정, 보건통계, 보건영양, 정신보건, 보건정보 등

## 역사

### 초기
중세의 유럽 의학은 14세기 흑사병의 습격으로 무용지물이 되었다. 인류 문명의 초기부터 오염된 물과 적절하지 못한 쓰레기 처리가 전염성 질병을 퍼뜨린다고 생각하였다. 초기의 종교들은 음식의 종류에서부터 술이나 성관계와 같은 특정한 행동들을 규제하는 것에 이르기까지 건강과 관련된 행동을 규제하려 했다. 지도자들은 사회적 안정과 번영을 보장하고 질서를 유지하기 위해 그들의 건강을 책임져야 했다. 예방접종의 실천은 1800년대에 이르러, 천연두 치료에 있어 에드워드 제너의 연구에 따라 널리 보급되었다. 제임스 린드가 선원들 사이에서 괴혈병의 원인과 긴 항해에서의 과일의 도입을 통한 완화를 발견한 것은 1754년에 출판되었고, 영국 해군이 이 아이디어를 채택하게 되었다. 건강 문제를 일반 대중에게 알리기 위한 노력도 이루어졌다. 1752년 영국의 주치의 존 프링글 경은 군 막사에서의 적절한 환기의 중요성과 병사들을 위한 선반 제공을 주장하였다.
산업혁명이 시작되면서, 비좁고 비위생적인 도시 조건과 함께 노동 인구 사이의 생활 수준은 악화되기 시작했다. 19세기 전반 40년 동안만 해도 런던의 인구는 두 배로 증가했고 리즈나 맨체스터와 같은 새로운 산업 도시에서는 훨씬 더 큰 성장률을 기록했다. 이러한 급속한 도시화는 작업장과 공장 주변에 질병 확산을 악화시켰다. 이 정착촌들은 비좁고 위생시설인 곳이었다. 따라서 질병은 피할 수 없었고 그 지역에서의 부양은 주민들의 열악한 생활방식에 의해 장려되었다. 버려진 주택은 슬럼가의 급 성장을 이끌었고 1인당 사망률은 버밍엄과 리버풀에서 거의 두 배나 증가 하였고, 맬서스는 1798년 인구과잉의 위험을 하면서 놀라울 정도로 증가하기 시작했다.위생개혁과 공공보건기관의 설립을 위한 첫 시도는 1840년대에 이루어졌다. 런던 열버 병원의 의사인 토마스 사우스우드 스미스는 공중 보건의 중요성에 관한 논문을 쓰기 시작했으며, 닐 아노트, 제임스 필립스 케이와 함께 1830년대에 법률 위원회 이전에 증거를 제시하기 위해 들여온 최초의 의사 중 한 사람이었고
스미스는또한 콜레라, 황열병 등 전염병의 확산을 막기 위한 검역 및 위생개선의 중요성을 정부에 말하였다.
1838년에 법률 위원회는 "방역 조치의 채택은 궁극적으로 현재 지속적으로 부과되는 질병의 비용보다 적을 것이다"라고 보고했고, 질병의 전파를 줄이기 위한 대규모의 정부의 프로젝트의 실행을 권했다. 도시의 건강 협회는 1844년 12월 11일 엑세터에서 결성되었으며, 영국의 공중 보건 발전을 위해 힘차게 캠페인을 실시하였다.

## 특징
공중보건학은 의학, 위생공학, 질병관리학 및 보건관리학 등을 지역사회에 응용하는 학문으로 볼 수 있다. 그리고 지역사회의 사회적·문화적 요인과 환경적 요인들이 지역주민의 건강에 적합하도록 합리화하여 궁극적으로 건강과 장수의 생득권을 실현할 수 있도록 연구하는 '포괄보건의료과학'이라고 할 수 있다.

## 관련 학문
공중보건학과 비슷한 용어로는 위생학, 공중위생학, 예방의학 그리고 사회의학, 지역사회의학, 지역사회보건학이 있다. 그 밖에 유사학문으로서 건설의학, 의료사회학 등이 있다.
- 위생학(Hygiene; sanitation)과 공중위생학(Public hygiene)

위생학은 실험 위생학의 이념에 입각하여 개인과 환경과의 관계를 규명하며, 이것을 기초로 하여 환경을 개선함으로써 질병을 예방하고 건강을 유지·증진시키는 과학이다.
사회가 발전함에 따라 개인의 건강문제가 개인에 국한되지 않고 사회 전체의 환경변화에 영향을 받게 됨으로써 보다 많은 사람들의 공중위생에 대한 인식을 갖게 되었고, 이러한 연구분야를 공중위생학이라는 용어로 사용하게 되었다.
좁은 의미의 위생학은 환경위생학(environmental sanitation)을, 넓은 의미의 위생학이라 함은 소위 현대 공중위생학(public hygiene) 또는 공중보건학(public health)을 말하는 것이다.
- 예방의학(Preventive medicine)

예방의학과 공중보건학은 비슷한 뜻으로 사용되며, 그 목적은 동일하다고 하더라도 대상과 내용에 있어서 다르다.
일반적으로 공중보건학은 건강과 관련된 사회적 요인을 규명하고 이를 개선하려는 데 주안점을 두고 있는 반면, 예방의학은 질병예방을 꾀할 목적으로 하며 치료의학에 대응되는 말로 쓰이고 있다.
내용상으로는 예방의학이 질병을 회복하고 건강을 유지·증진시키기 위하여 학문적 기초 위에 연구를 하는 것인 반면, 공중보건학은 현실적 사회현상에 따른 건강증진 저해요소에 대한 집단적 활동이 그 연구 대상이 된다.

## 같이 보기
- 의료
- 건강 형평성
- 보건 정책
- 의료제도
- 기후변화가 인류보건에 미치는 영향
- 보편적 건강보장